# Gines
Gines es un municipio y localidad de España en la comarca del Aljarafe, en la provincia de Sevilla, Andalucía. Forma parte del área metropolitana de Sevilla. En 2022 contaba con 13 507 habitantes. Su extensión superficial es de 2,9 km² y tiene una densidad de 4607,24 hab/km².
Aunque fue fundado en la época romana, el término de Gines ha estado habitado desde tiempos prehistóricos. La fertilidad de las tierras colindantes hizo que durante siglos la producción de aceitunas y aceite de oliva fuera de gran importancia. Desde mediados del siglo XX se inició un proceso de crecimiento demográfico debido a la proximidad con Sevilla. Para finales del siglo casi toda su superficie ya estaba edificada, formando la conurbación de la primera corona del Aljarafe con los municipios cercanos. Hoy tiene una economía basada en los servicios y es uno de los municipios con mayor renta de Andalucía.

## Toponimia
Gines ha tenido diferentes nombres a lo largo de su historia. En la antigüedad, se le conocía como Ab-Genna. Según algunos escritos de 
Plinio se creía que en algún momento durante la época romana su nombre fue cambiado a Vergentum Iulii Genius, pero parece que en realidad este topónimo corresponde a otra localización cercana a Morón de la Frontera, aunque hay disparidad de opiniones por falta de fuentes. Tras la invasión musulmana, Ab-Genna pasó a llamarse al-Genne, que significa 'jardín del Edén' en árabe. Finalmente, tras la conquista cristiana por Fernando III en 1248, se pasó a conocer con el nombre de Xines, que fue evolucionado al Gines actual, nombre con el que ya se le conocía en 1412 según consta en un documento conservado en el archivo municipal de Sevilla.
El gentilicio de los habitantes de Gines es ginense.

## Símbolos

### Escudo
Gines fue autorizado para adoptar un escudo heráldico municipal mediante el Real Decreto 3213/1982 del 12 de noviembre, según dictamen de la Real Academia de Historia.
El escudo está dividido en dos partes: el primero muestra en un fondo azul dos calderas doradas, adornadas con hojas de color verde y colocadas verticalmente, y una bordura plateada con cuatro calderas negras. El segundo muestra una torre de molino plateada sobre un fondo verde. La corona real cerrada se encuentra en la parte superior del escudo.
El simbolismo del escudo se relaciona con la historia de Gines: las calderas hacen referencia al escudo de armas de la Casa de Guzmán, que fue dueña del Señorío de Gines hasta principios del siglo XIX. La torre representa la torre de contrapeso de la Hacienda del Marqués de Torrenueva, actual casino, uno de los elementos más emblemáticos del paisaje urbano de Gines, y que representa la importancia histórica de la producción de aceite de oliva en la localidad.

### Bandera
La bandera del Gines fue aprobada el 23 de julio de 2004 y entró en vigor tras la publicación en el BOJA del 9 de agosto. La bandera es rectangular y consta de tres franjas horizontales de proporciones 1/4, 1/2 y 1/4. La franja superior es de color azul, la franja central es amarilla, y la franja inferior es de nuevo azul. En la franja horizontal a la izquierda se encuentra el escudo de la localidad. 
Desde una perspectiva heráldica, la enseña se considera derivada de la bandera de España, y en su simbolismo el azul representa los cielos de Gines y el amarillo sus tierras y antiguos trigales.

## Geografía
Gines está situado en la meseta del Aljarafe, a una altitud de 123  m s. n. m. y a unos 6 km de Sevilla (que se encuentra casi al nivel del mar). Los municipios más cercanos a Gines son Bormujos, Valencina de la Concepción,  Espartinas y Castilleja de la Cuesta, con los que se encuentra conurbado.
|            | Valencina de la Concepción |                         |
| Espartinas |                            | Castilleja de la Cuesta |
|            | Bormujos                   |                         |

Situado sobre tierras fértiles, con buen drenaje y bajo nivel de erosión, el entorno natural de Gines se encuentra, sin embargo, fuertemente antropizado, como consecuencia de la urbanización de la mayor parte del término municipal. El sistema agrario tradicional, basado principalmente en el olivar, se ha ido reduciendo paulatinamente hasta su práctica desaparición. Este proceso ha llevado a la casi inexistencia de elementos naturales singulares en el municipio.
El relieve de Gines es ondulado, siendo las zonas más elevadas el casco antiguo y el barrio de El Majelo, y las más bajas las que se sitúan junto a la antigua cuenca del arroyo Sequillo y las cercanas a la antigua carretera de Huelva. Desde el punto de vista geológico, Gines se encuentra dentro de la unidad geológica correspondiente a la depresión bética, formada principalmente por areniscas, arenas con cemento calcáreo y margas depositadas durante el Mioceno superior.

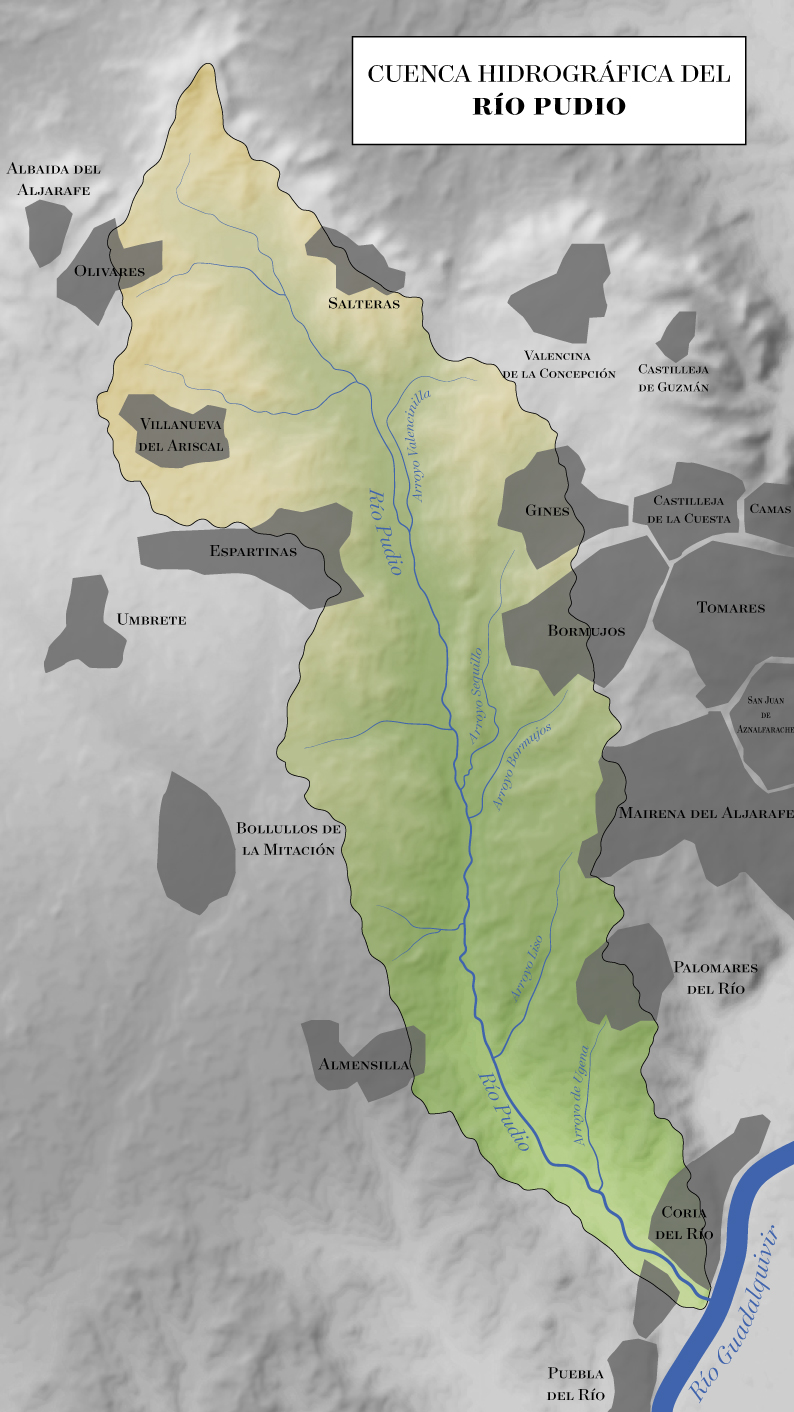
Cuenca Hidrográfica del Arroyo Riopudio

Gines está atravesado de este a oeste por el arroyo Meachica, que está canalizado y entubado excepto en una pequeña zona no urbanizada. Este arroyo vierte las aguas de escorrentía en el arroyo Sequillo, que cruza Gines de norte a sur y que también está canalizado desde mediados del siglo XX para evitar inundaciones, que a su vez vierte sus aguas en el arroyo Riopudio.

### Clima
Gines está en una zona de clima mediterráneo con influencias oceánicas, caracterizado por inviernos húmedos y templados, y veranos secos y muy calurosos. De acuerdo con la clasificación climática de Köppen, Gines tiene un clima mediterráneo típico (Csa). La temperatura media anual ronda los 18,0 °C. Con una temperatura media de 27,0 °C, agosto es el mes más caluroso del año, al contrario que enero, con 9,7 °C se encuentra en el polo opuesto. En un año, la precipitación media es de 586 mm, siendo la más baja en julio, con un promedio de 1 mm, en contraste con los 88 mm en noviembre. 
La nieve es un fenómeno raro en Gines. El día 10 de enero de 2010, tras 56 años sin nevadas, cayeron unos ligeros copos de nieve que no llegaron a cuajar. Aunque fue con mucha menos intensidad que en la ocasión precedente, el 2 de febrero de 1954, en que la nieve llegó a cubrir el suelo de la localidad.

## Historia

### Gines antiguo
Gines tuvo en la antigüedad el nombre de Ab-Genna. De la época de los megalitos, se han encontrado pequeños adornos, objetos funerarios que indicarían que los pobladores de este entorno profesaron la religión del Sol y llegaron a conocer el arte de la fundición de los metales. Suponemos que las pocas familias que habitaban esta tierra llevarían una existencia de pequeños agricultores y cazadores. Posteriormente, Gines estaría en lo que debió ser territorio tartésico.
Ya en tiempos romanos, Ab-Genna, constituida en villa, no estuvo al margen de las transformaciones impuestas por el Imperio. Hay indicios de que Ab-Genna estaría comandada por un licenciado romano, situándose la villa en las cercanías de la actual Hacienda del Santo Ángel, a la cual se fueron agregando más viviendas alrededor conforme al aumento de la población. Aunque no existe documentación al respecto, suponemos que la pequeña Ab-Genna, al estar a pocos kilómetros de Itálica y de la naciente Híspalis, debió de tener un contacto continuo sobre todo con el asentamiento romano de Itálica.  Aunque se creyó que en tiempos de Julio César se le cambió el nombre por el de  Vergentum Iulii Genius, este topónimo corresponde en realidad a Lucurgentum Iulii Genius, y estuvo en la Base Aérea de Morón.
Tras la caída del Imperio, las villas romanas transmitieron la organización del territorio a otros puntos del Aljarafe en la Edad Media. Gines pasó a ser ocupado por los visigodos hasta el siglo VIII, aunque hay poca información documental al respecto.

### Ocupación musulmana
Tras la invasión mulsulmana comandada por Tariq y Mussa en el 711, toda la comarca del Aljarafe sevillano fue ocupada por los dirigentes musulmanes. Ab-Genna pasó a llamarse al-Genne o Gines, que en árabe significa 'jardín del Edén'. Al igual que otras localizaciones privilegiadas, el al-Jarafe (la altura) sevillano se usó como asentamientos de familias yemeníes y muladíes, enemistadas desde la conquista por mor del reparto de tierras. 
De la época almohade (siglos XII o XIII) se han localizado unas galerías subterráneas, situadas a unos 6 metros bajo la calle Conde de Ofalia y con una extensión de unos 30 metros. Fueron descubiertas en 2017 y a falta de más estudios, se piensa que estaban destinadas al almacenaje y conservación de grano o aceite.
Hay documentación que indica que en Gines se hallaban fortificaciones usadas como primera línea de defensa para proteger Sevilla de los reinos musulmanes vecinos.

### Conquista castellana[12]y señoríos
La conquista de Isbiliya por Fernando III en 1248 reportó un cambio de pobladores en toda el área; se sustituyó la población andalusí por colonos castellanos. Las familias andalusíes de Gines fueron expulsadas al reino de Granada y el pequeño Gines fue poblado por colonos castellanos que habían servido como cocineros y reposteros en el cerco de Sevilla.
A un siglo de la conquista castellana, Gines ya tenía ayuntamiento y señorío que fue entregado en 1370 por el rey Enrique II de Trastámara al almirante de Castilla Fernán Sánchez de Tovar, que a su muerte lo legó a su hijo Rodrigo Tovar. El señorío fue vendido en 1388 hasta llegar a manos de Diego López de Zúñiga, justicia Mayor de Sevilla, que en 1412 lo cedió en dote a su hija Leonor de Zúñiga, II señora de Gines, para casarse con Alonso Pérez de Guzmán.
Una vez que Leonor se separó de su esposo Alonso, donó parte de sus tierras en el término de Gines para su sobrino Diego López de Zúñiga y Leiva que hacía poco se había casado y quien se transformaría en el primer señor de la Torre de Palencia de su linaje desde 1429 con residencia en Valdovina, el cual sería heredado por su nieta Leonor de Zúñiga y de la Cerda, II señora de Torre de Palencia desde 1499.
A finales de la Edad Media se había edificado en el solar parroquial una iglesia de estilo mozárabe que desapareció en las grandes obras del siglo XVIII.

### Edad Moderna
En el siglo XVI Gines pasó a la casa de los Guzmán, a la que se vio ligada hasta la abolición de los señoríos en España en el siglo XIX. Gines, con no más de 200 habitantes, estuvo al margen de los cambalaches promovidos por las familias nobiliarias para no pagar impuestos a la corona de Castilla. 
Hacia 1840, según el diccionario de Madoz, Gines había aumentado su población hasta alrededor de 800 habitantes, y disponía una iglesia parroquial, una ermita, dos escuelas de primera enseñanza, una cárcel, un pósito, un pozo y un cementerio. La economía se basaba principalmente en la producción de vino, aceite, vinagre y aguardiente, existiendo un molino de harina y otro de aceite.

### Documentación histórica
Se dispone del archivo parroquial, que contiene abundante información en los libros sacramentales y de contabilidad de la Fábrica. Además hay cuadernillos de recuento de población para el cumplimiento pascual desde 1740 hasta 1954.
El archivo municipal tiene información disponible desde 1880 hasta nuestros días. Una buena parte está digitalizada. El resto de la documentación sobre el municipio está disponible en el archivo de la Chancillería de Granada, en parte recogido en el libro de Antonio Herrera en lo referido al señorío de Gines.

## Geografía humana

### Demografía
Cuenta con una población de 13 524 habitantes (INE 2024).
| Gráfica de evolución demográfica de Gines entre 1842 y 2021                                                           |
| |
| Población de derecho según los censos de población del INE. Población de hecho según los censos de población del INE. |

La siguiente gráfica muestra la evolución demográfica de Gines desde el siglo XVI, a partir de los datos del INE y del padrón de Felipe II de 1571. Todos los datos se refieren a la población de derecho, excepto en 1857 y 1860, que es población de hecho, y en 1571, que son vecinos como era costumbre en la época y se ha usado un factor de cinco para convertirlos a habitantes, a efectos de comparación con el resto de datos.
A partir de los años 60, y especialmente de los años 90, comenzó un aumento exponencial de la población, que se ha mantenido hasta los años 2010, multiplicándose en 50 años la población en más de seis veces la inicial. Este aumento de población se ha detenido recientemente debido a la crisis inmobiliaria, y a que el término del municipio está prácticamente construido en su totalidad excepto ciertas zonas de suelo dispersas (antigua fábrica de La Española, sector de Tabladilla, etc).

### Estructura urbana

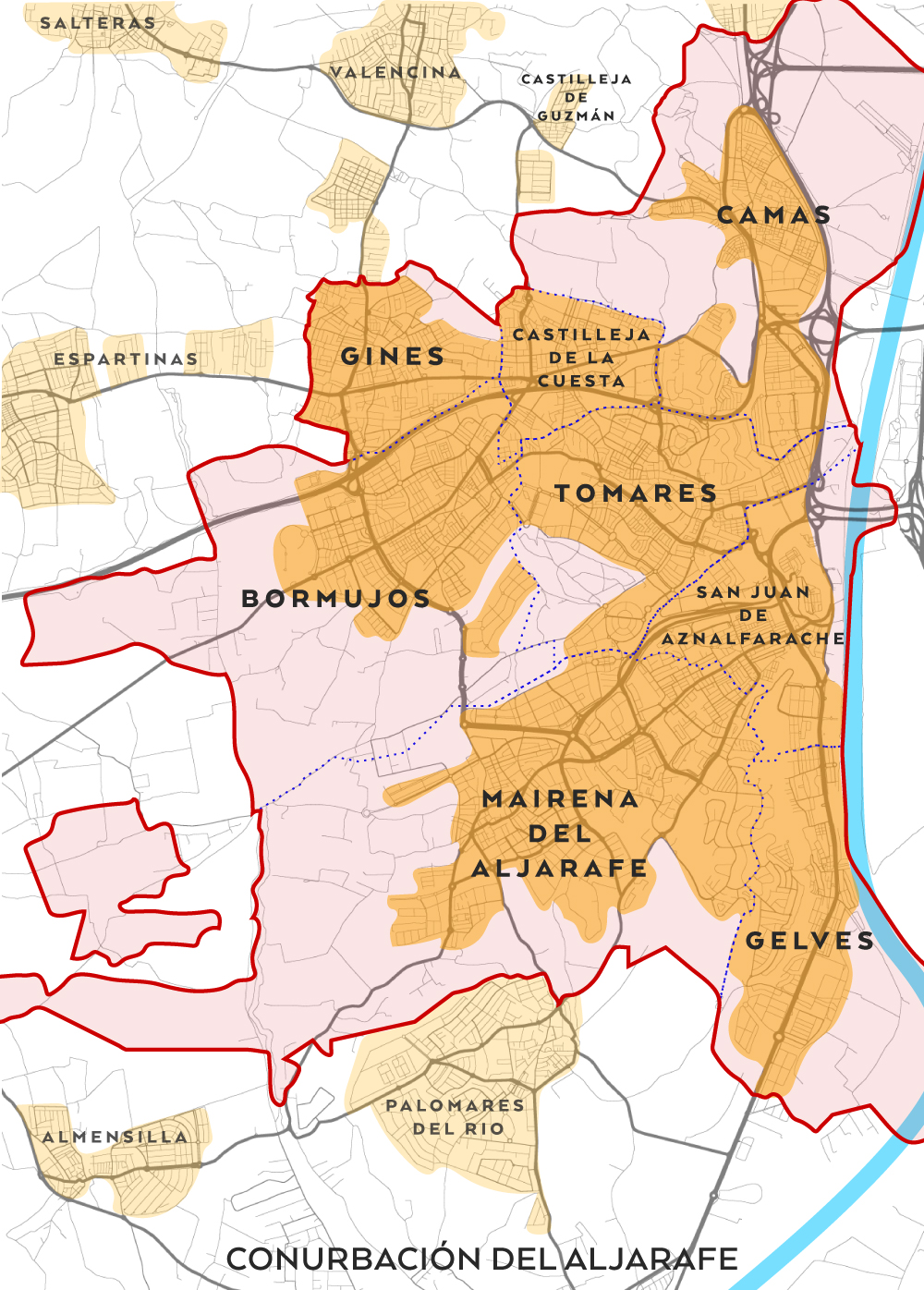
Gines en la conurbación de la primera corona del Aljarafe

Gines está estructurado alrededor de tres ejes que han ido surgiendo con el paso del tiempo: el casco antiguo, la avenida de Europa (antigua carretera de Huelva), situada al sur del casco antiguo en sentido este-oeste, y la calle Colón (antigua carretera de Valencina), situada al oeste del casco antiguo en sentido norte-sur.
Como se indica en la sección de historia, Gines se formó cerca de la actual Hacienda del Santo Ángel, posiblemente por su ubicación estratégica al estar situada en la zona de mayor altitud de las inmediaciones. Con el paso del tiempo, los alrededores de esta zona conformarían lo que es el actual casco antiguo, que se terminó de estructurar en la Edad Media vinculado a varias haciendas para la producción de vino y aceite. Hoy en día, el casco antiguo comprende las zonas alrededor del eje que va de la Hacienda del Santo Ángel a la ermita de Santa Rosalía por un lado, y de la calle de Belén a la calle Conde de Ofalia por otro, situándose en la confluencia de ambos la actual plaza de España. 
A comienzos del siglo XX, familias de la burguesía de Sevilla empezaron a disponer de chalets de recreo alrededor del eje de la antigua carretera de Huelva (actual avenida de Europa). Alrededor de los años 50, se consolidan ambos márgenes de la carretera y se crean nuevas urbanizaciones de viviendas unifamiliares independientes, intentando dotar a Gines de un carácter de ciudad jardín. Estas nuevas urbanizaciones, junto con el crecimiento del casco histórico, hace que ambas zonas se unan. Algunos de estos chalets de recreo están protegidos por su arquitectura singular.
En los años 60, se comienza a edificar la zona de la antigua carretera de Valencina (actual calle Colón), de forma similar a la producida en la avenida de Europa, pero contando además con viviendas unifamiliares adosadas, y al igual que en el caso anterior, se llega a unir pocos años después al caso histórico por el este, y en los años 80 con la avenida de Europa por el sur, conformado el único continuo urbano existente en la actualidad.
A partir de los años 90 y 2000, se van construyendo las cada vez más escasas bolsas de terreno libre disponibles debido al pequeño término municipal de Gines, llegando a estar hoy en día prácticamente colmatado y conurbado con los municipios limítrofes, formando parte de la primera corona del Aljarafe, dentro del área metropolitana de Sevilla. En esta misma época, se crea el polígono industrial Servialsa en el extremo sur del límite municipal, para suplir la deslocalización de las industrias que se encontraban en el interior del municipio, y que van cerrando por la presión residencial. En los años 2010, el polígono es ampliado hasta llegar a los límites de los términos municipales de Bormujos y Espartinas.

### Economía
Gines se encuentra entre los 100 municipios, de más de 5 000 habitantes, con mayor renta declarada de España, según un estudio realizado por la Fundación de Estudios de Economía Aplicada. A su vez, otro estudio de la Agencia Tributaria publicado en 2018, indica que Gines es el octavo municipio con mayor renta de Andalucía.
Según el Instituto Estadístico de Andalucía, a fecha de 2016 en Gines existen 858 establecimientos con actividad económica, dedicados principalmente por número de establecimientos al comercio, a las actividades profesionales y técnicas y a la hostelería. La Asociación Ginense de Empresarios y Comerciantes es la entidad encargada de velar por sus intereses.
Dentro del término municipal se encuentra el polígono industrial Servialsa y el Parque Comercial Gines Plaza. Está pendiente el desarrollo del parque empresarial Pétalo, que se construirá conjuntamente con los municipios limítrofes de Bormujos y Espartinas.
Históricamente, la producción de aceituna tuvo gran importancia, creándose, especialmente a partir del siglo XVIII, varias haciendas para la producción de aceite y a partir del siglo XX industrias relacionadas, principalmente dedicadas a la fabricación de toneles, al envasado y a la distribución. La última gran industria del sector que tuvo sede en la localidad fue la fábrica de La Española, conocida por sus aceitunas y encurtidos, que desde 1956 hasta 2004 se encontró en la localidad. La fábrica se trasladó a la localidad de Aznalcázar al haberse quedado sin capacidad de expansión, ya que se encontraba rodeada de viviendas por el crecimiento poblacional.

#### Evolución de la deuda viva municipal
El concepto de deuda viva contempla sólo las deudas con cajas y bancos relativas a créditos financieros, valores de renta fija y préstamos o créditos transferidos a terceros, excluyéndose, por tanto, la deuda comercial.
| Gráfica de evolución de la deuda viva del Ayuntamiento de Gines entre 2008 y 2023                |
|                                                                                                  |
| Deuda viva del Ayuntamiento de Gines, en miles de euros, según datos del Ministerio de Hacienda. |

### Comunicaciones
Gines está conectado a su entorno por la autopista del Quinto Centenario, la antigua carretera nacional Sevilla-Huelva y carreteras comarcales. Por la localidad pasan varias líneas de Consorcio de Transportes del Área de Sevilla, que enlazan tanto con Sevilla como con otras localidades del Aljarafe. En las proximidades se encuentra la estación de cercanías de Salteras, que forma parte de la línea C-5 de los Cercanías de Sevilla. También hay una parada de taxis permanente (perteneciente al Área de Prestación Conjunta del Taxi del Aljarafe) y prestan servicio las empresas de VTC Cabify y Uber. Desde 2020, está disponible el servicio de motos de alquiler de Acciona.

#### Líneas de autobuses

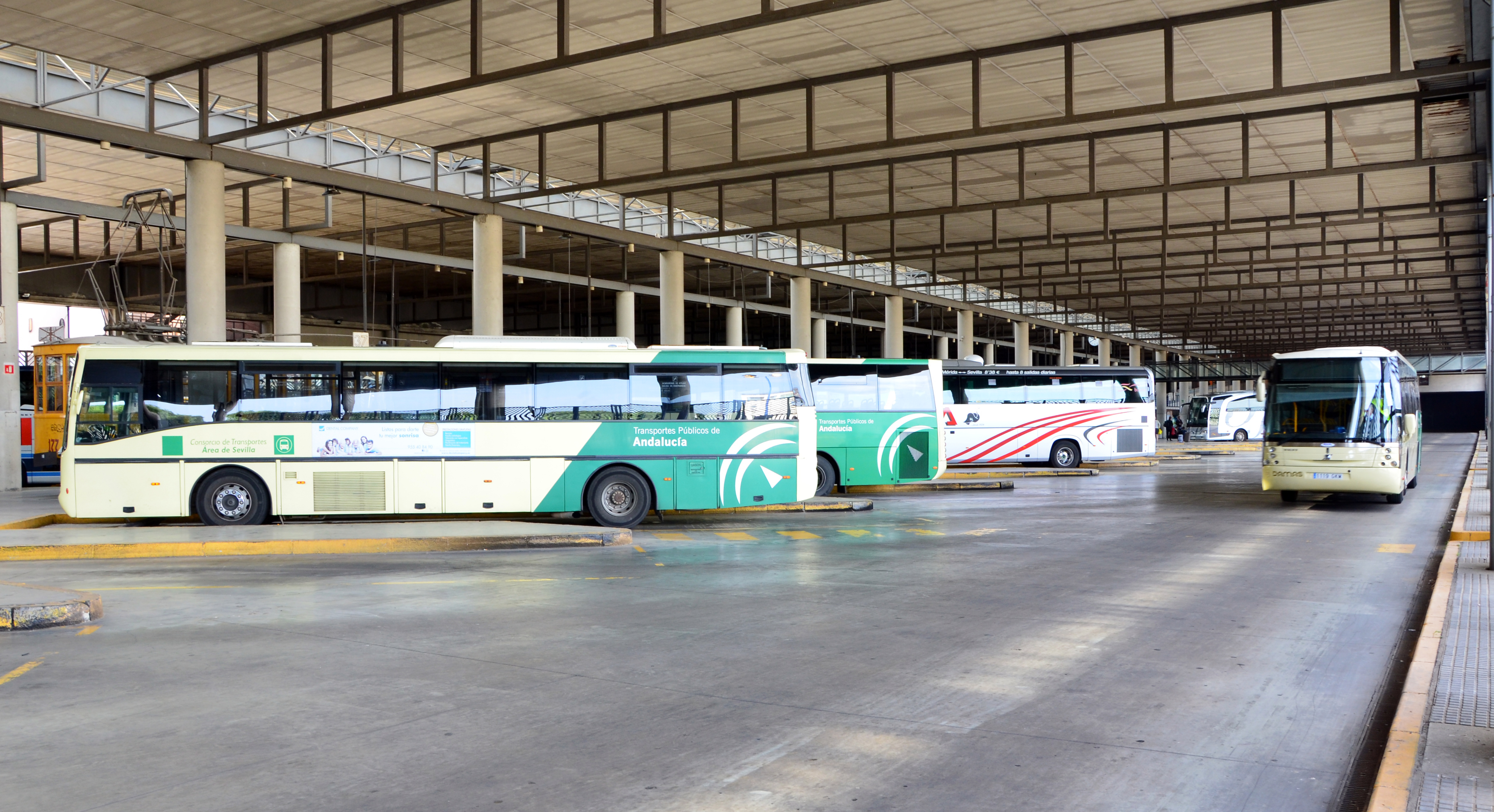
Autobuses del Consorcio de Transportes del Área de Sevilla

Gines forma parte del Consorcio de Transportes del Área de Sevilla, englobado en la zona B. Con la tarjeta del mismo es posible usar los autobuses que pasan por la localidad y hacer transbordo en otras líneas del Consorcio, los autobuses de Sevilla o el metro. Las líneas del Consorcio que tienen parada en Gines son:
M-102A Circular del Aljarafe Externa (sentido A)

M-102B Circular del Aljarafe Externa (sentido B)

M-105 Salteras - Estación de Metro de Ciudad Expo (Mairena del Aljarafe)

M-160 Sevilla - Gines

M-166 Sevilla - Sanlúcar la Mayor

M-167 Sevilla - Villanueva del Ariscal

M-168 Sevilla - Benacazón (por Espartinas)

M-174 Sevilla - Las Pilas - La Gloria

Además de las líneas del Consorcio, la línea Sevilla - Huelva de la empresa Damas hace parada en Gines.

#### Servicio de taxi
Gines pertenece al Área de Prestación Conjunta de Taxi del Aljarafe. Fue creada en 2006 englobando a 31 municipios y cuenta con 135 licencias de taxis que pueden recoger pasajeros en cualquiera de los municipios pertenecientes.

## Política
La administración política de Gines se realiza a través de un ayuntamiento de gestión democrática cuyos componentes se eligen cada cuatro años por sufragio universal. Según lo dispuesto en la Ley Orgánica del Régimen Electoral General, la corporación municipal está formada por 17 concejales.
| Periodo   | Nombre                                                                    | Partido       |
| --------- | ------------------------------------------------------------------------- | ------------- |
| 1979-1983 | José Antonio Cabrera Pérez (desde 1964)                                   | Independiente |
| 1983-1987 | José Antonio Cabrera Pérez                                                | Independiente |
| 1987-1991 | Manuel Camino Míguez                                                      | Independiente |
| 1991-1995 | Manuel Camino Míguez                                                      | Independiente |
| 1995-1999 | Manuel Camino Míguez                                                      | Independiente |
| 1999-2003 | Francisco Muñoz Quirós (1999-2002) Francisco González Cabrera (2002-2003) | PSOE PP       |
| 2003-2007 | Francisco González Cabrera                                                | PP            |
| 2007-2011 | Manuel Camino Payán                                                       | PSOE          |
| 2011-2015 | Manuel Camino Payán                                                       | PSOE          |
| 2015-2019 | Manuel Camino Payán (2015) Romualdo Garrido Sánchez (2016-2019)           | PSOE          |
| 2019-2023 | Romualdo Garrido Sánchez                                                  | PSOE          |
| 2023-act. | Romualdo Garrido Sánchez                                                  | PSOE          |

## Patrimonio

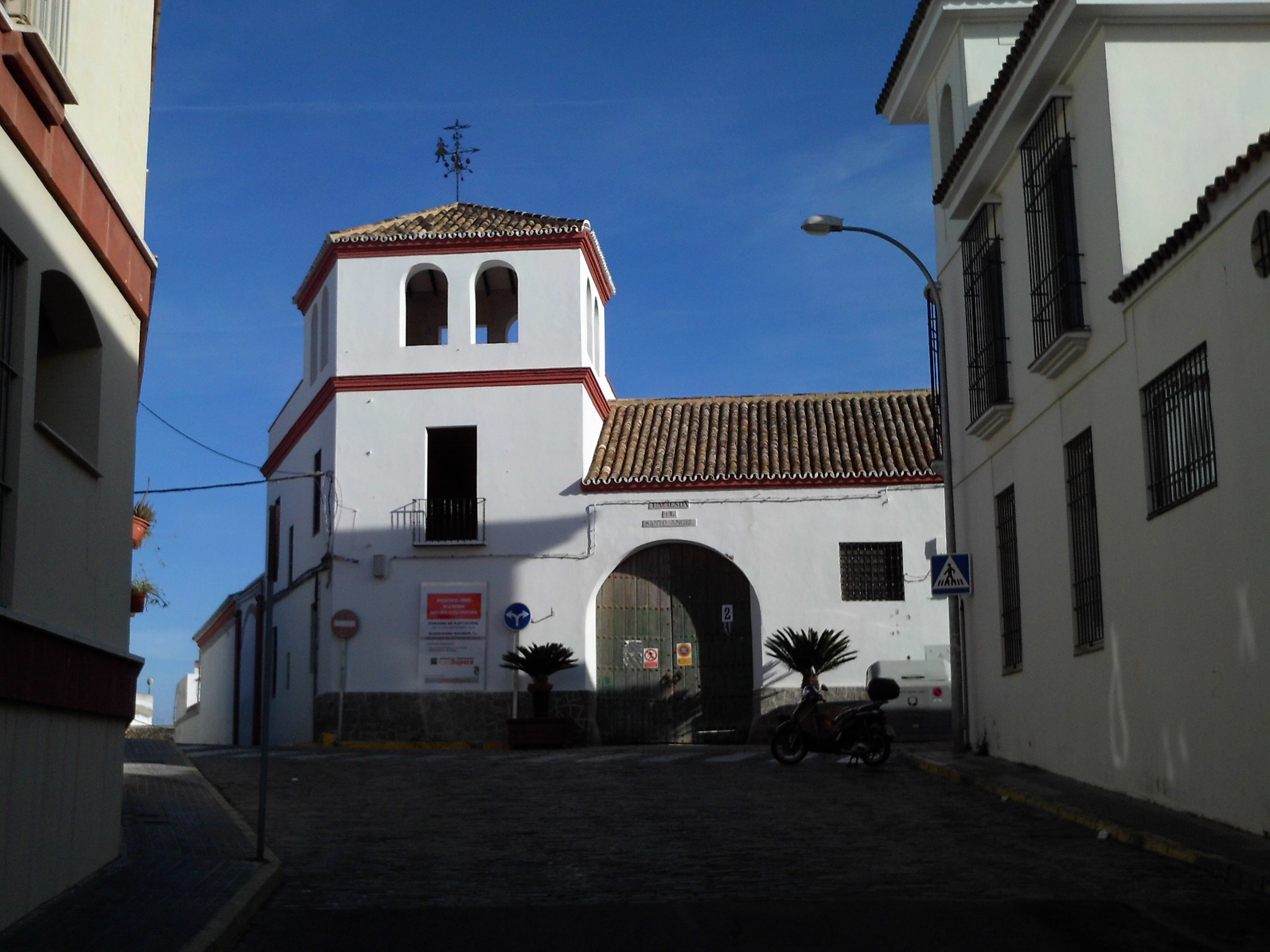
Hacienda del Santo Ángel

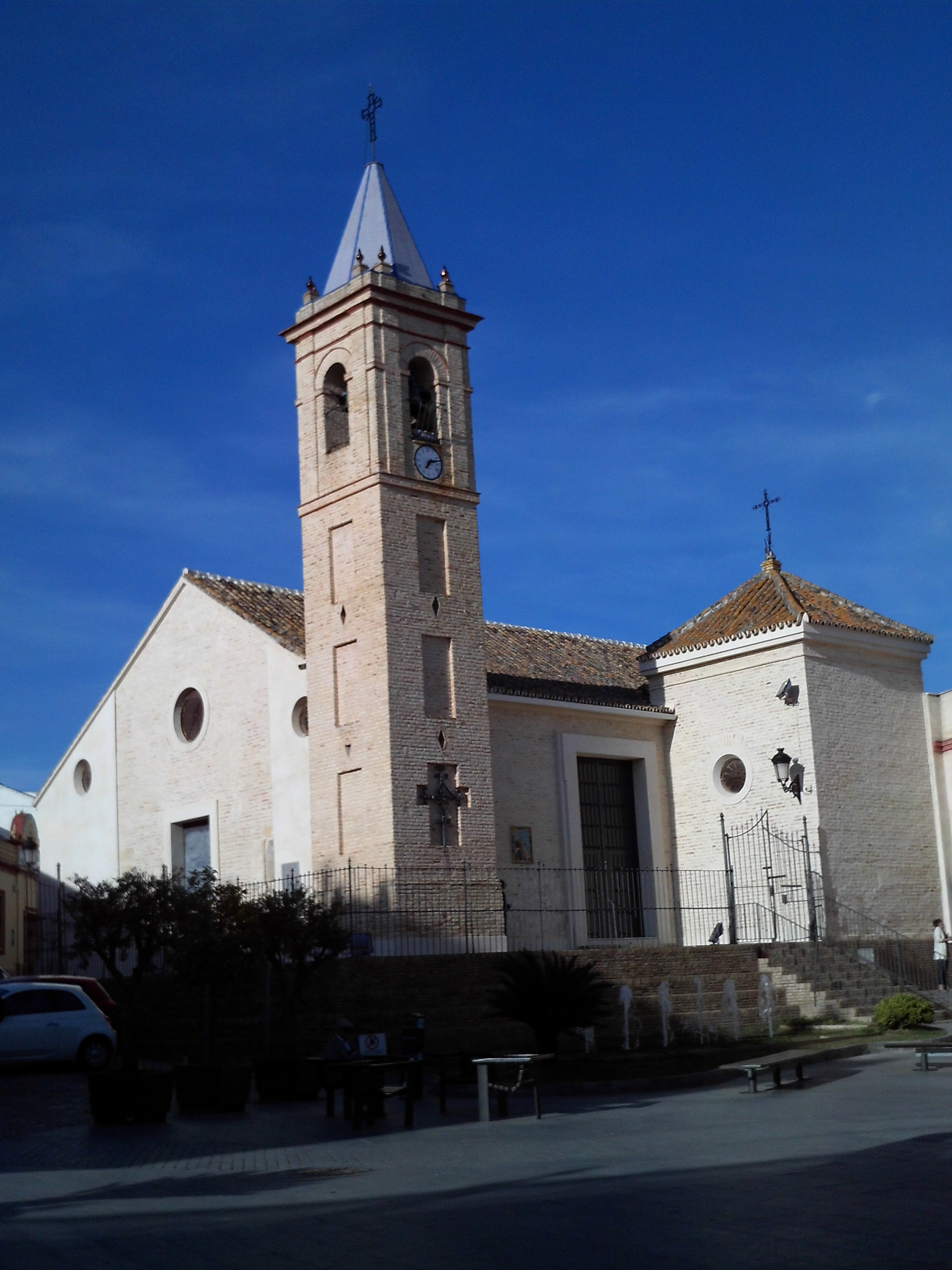
Iglesia de la Virgen de Belén

- Iglesia de Nuestra Señora de Belén: Fue construida en el siglo XVIII sobre una iglesia más antigua. Su estilo arquitectónico es mudéjar. Su planta es de cruz latina y tiene una nave central y dos laterales.[28] El Retablo Mayor es de estilo rococó, presidido por la imagen de Nuestra Señora de Belén, obra anónima de finales del siglo XVI. En la nave derecha se encuentra el Cristo de la Vera-Cruz, también obra anónima del siglo XVI. Hay varias pinturas de los siglos XVII y XVIII, la principal es "La Ascensión de Cristo", de Domingo Martínez.

- Ermita de Santa Rosalía: La ermita es un edificio de tres naves construido en 1723. Está presidida por la escultura de Santa Rosalía de Palermo, obra del siglo XVIII.[29]

- Mi amigo se llama Ginés (Pedro)

- Hacienda del Marqués de Torrenueva: Fue el antiguo palacio del marqués de Torrenueva. Fue construida a finales del siglo XVII y tiene una fachada barroca. La mayor parte del palacio tiene uso residencial y comercial, pero hasta el año 2002, una parte se utilizó como biblioteca municipal.

- Hacienda de Santa Rosalía: Se construyó en el siglo XVIII y fue la casa natal de Narciso Fernández, conde de Heredia-Spínola. Hay constancia de que en siglos posteriores fue reconvertido en convento y posteriormente en bodega. En 2004 el edificio fue adquirido por el ayuntamiento y desde 2011 alberga la biblioteca municipal, la escuela municipal de música y el teatro.

- Hacienda del Santo Ángel: Surgió en el siglo XVIII y tiene una superficie de 3.000 m2.[30] Funcionó como fábrica de aceite hasta la década de 1990, cuando se trasladó a una localidad cercana. Por su ubicación, la documentación histórica y la existencia de columnas de origen andalusí se cree que fue el lugar donde se fundó Gines. Se compone de tres edificios: La almazara, la casa del capataz y las caballerizas, además de varios patios y jardines. La hacienda ha sufrido una restauración que finalizó en 2022, momento desde el cual aloja la nueva sede del Ayuntamiento y en un futuro un museo del aceite.

- Parque Concejala Dolores Camino: Es el principal parque de Gines. Se construyó en los años 60, y posteriormente se amplió en los años 90 y 2018. Tiene una superficie de 25.000 m². Cuenta con un lago con una colonia de patos, un escenario para actuaciones, zonas de juegos infantiles (incluida una tirolina de 40 metros), zonas de pícnic y un restaurante.

## Hermandades

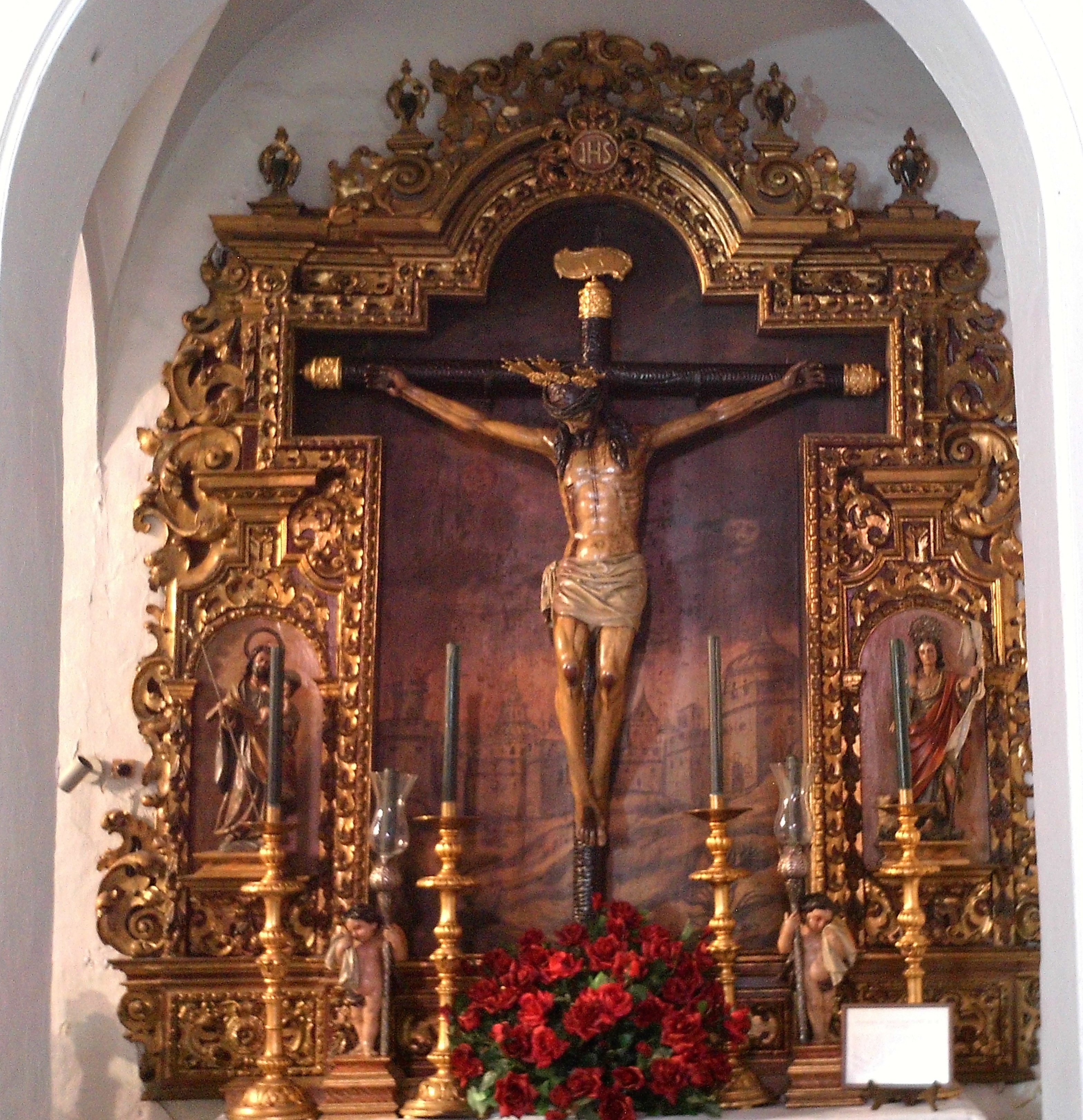
Cristo de la Vera Cruz

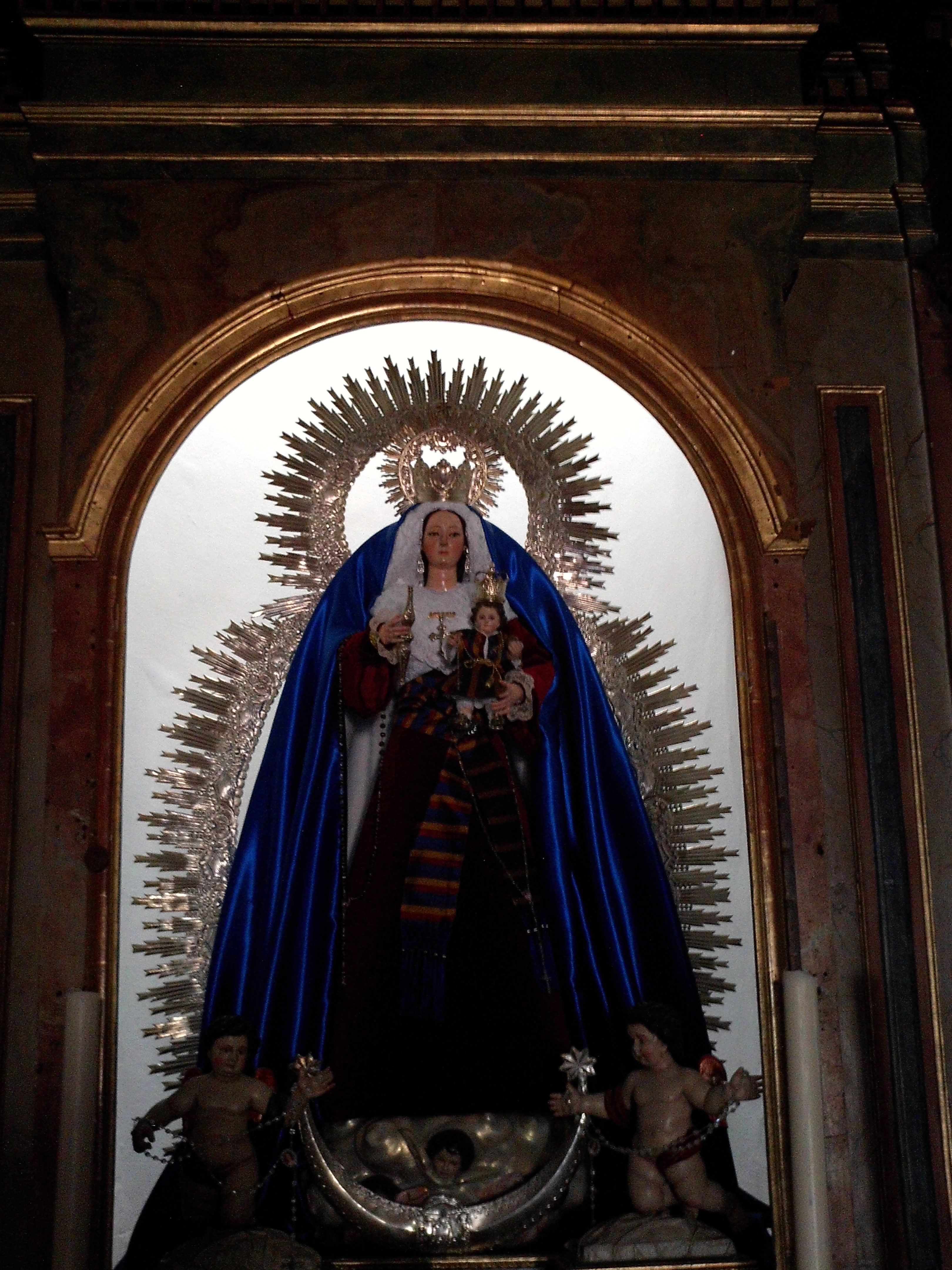
Virgen del Rosario

- Hermandad Sacramental de Nuestra Señora de Belén, Cofradía de Nazarenos del Santísimo Cristo de la Vera Cruz y Nuestra Señora de los Dolores Coronada. Fundada en el siglo XVI. El Cristo es una talla anónima en pasta de madera del siglo XVI y la Virgen de los Dolores Coronada es una talla de candelero de 1816, obra de Juan de Astorga. Sale en cofradía de nazarenos el Viernes Santo. También es titular la Virgen de Belén, patrona local, imagen del siglo XVIII.

- Hermandad de Nuestra Señora del Rosario y Santa Rosalía. Fundada en la segunda mitad del siglo XVII. Tiene su sede en la parroquia de Nuestra Señora de Belén, donde preside una capilla la Santísima Virgen del Rosario. La milagrosa imagen de Santa Rosalía es la titular de la ermita que lleva su nombre, consagrada en torno al año 1723. Las titulares procesionan en el mes de octubre.

- Hermandad de la Virgen del Rocío. Fundada en 1928. Peregrina a la aldea almonteña del Rocío todos los años por Pentecostés. Es la filial número 15, por lo que es una de las hermandades más antiguas de la romería.

- Agrupación parroquial San Ginés. La romería en honor al Patrón comenzó a celebrarse en 1991, y tiene lugar cada año en el mes de septiembre.

## Celebraciones y fiestas

### Invierno
- Día de la Constitución y Concurso de Paellas. Junto con los actos instituciones con motivo del aniversario de la Carta Magna, se celebra cada año un multitudinario Concurso de Paellas, en el que cientos de personas se dan cita en el paseo Juan de Dios Soto para degustar dicho plato.

- Mercado Medieval y Navideño. En diciembre, el paseo Juan de Dios Soto, la calle Real y la plaza de España viajan en el tiempo hacia el medievo (siglos V al XV), ofreciendo a los visitantes puestos artesanos, exposiciones temáticas de la época, música y pasacalles.[31]

- Concurso de Villancicos. Celebrado en días próximos a la Navidad, a este certamen que organiza el Ayuntamiento concurren los grupos más sobresalientes de campanilleros de la provincia e incluso de otros puntos de Andalucía y Extremadura

- Misa del Gallo. Tradición mantenida desde tiempo inmemorial. Interesante por las actuaciones de coros tradicionales de villancicos y el descubrimiento del niño Jesús, celebrado en la parroquia de Nuestra Señora de Belén a medianoche.

- Cabalgata de Reyes Magos. Sale en la víspera de la Epifanía por la tarde-noche del 5 de enero. Organizada por la Asociación de Amigos de los Reyes Magos, deriva de las primitivas cabalgatas organizadas en los años setenta. Desfilan unas diez carrozas. En la plaza de España se lleva a cabo la adoración del Niño Jesús.

- Procesión de la Candelaria. Febrero. Procesión religiosa y presentación de los recién nacidos en la parroquia. Conmemoración de la presentación del Niño en el templo el primer domingo de febrero. La titular de la procesión es la Virgen de Belén, patrona local.

- Los Carnavales. El concurso de agrupaciones se ha convertido en los últimos años en uno de los más importantes de la provincia, por lo que desde 2012 se decidió introducir una fase previa eliminatoria, además de celebrar el concurso íntegramente en la Casa de la Cultura "El Tronío". El pasacalles de disfraces y carruajes inunda la localidad de color y fantasía para todos.

- Entierro de la Sardina. Esta celebración se incorporó en 2008 al calendario festivo de la localidad como punto final al Carnaval. Comienza con un desfile por las calles del municipio con la gran difunta sardina. La comitiva llega después al parque de la Cultura, donde tiene lugar el pregón y varias actuaciones de agrupaciones carnavaleras. La jornada termina con la quema de la sardina ante todos los asistentes.

### Primavera
- Semana Santa.La procesión en la tarde del Viernes Santo del Santísimo Cristo de la Vera Cruz y de Nuestra Señora de los Dolores Coronada, dos valiosísimas imágenes que se veneran en la parroquia de Nuestra Señora de Belén, destaca por su recogimiento, orden y seriedad. El Domingo de Resurrección, la Semana Santa se cierra en Gines con la procesión de gloria de Nuestra Señora de Belén, Patrona de la localidad, por las calles del municipio. Desde 2012, esta procesión se celebra por la mañana, lo que ha contribuido a incrementar el número de asistentes.

- Romería del Rocío. La Hermandad de Nuestra Señora del Rocío de Gines es una de las más antiguas y señeras de cuantas acuden cada año al Rocío. Los cantes por sevillanas son parte inequívoca de las señas de identidad del pueblo de Gines. A petición del Ayuntamiento, la Junta de Andalucía concedió en 2010 la declaración del día de la Salida de las Carretas como Fiesta de Interés Turístico de Andalucía, siendo también fiesta local. En 2013, las carretas recuperaron la salida el miércoles anterior a Pentecostés (en los últimos años venían saliendo el martes).

- Corpus Christi. Se trata de una de las celebraciones con más tradición de cuantas tienen lugar en el municipio. La procesión recorre los numerosos altares que vecinos y colectivos colocan a lo largo del recorrido. Las calles amanecen ese día alfombradas de romero y flores que impregnan el aire de aromas y perfumes. Es fiesta local en el municipio.

### Verano
- Feria de San Ginés. Julio. Fundada en 1970, el carácter familiar de sus casetas y la hospitalidad son rasgos característicos de esta Feria, que desde el año 2000 tiene un nuevo y definitivo recinto. El Ayuntamiento programa grandes actuaciones musicales para el fin de semana y diversas actividades para disfrutar de la feria también en horario de tarde.

- Romería de San Ginés. La imagen de San Ginés es llevada en una carreta tirada por bueyes entre los numerosos romeros que, acompañando al Santo, pasan una festiva jornada de convivencia. En 2012, la romería se trasladó hasta el Pinar que lleva el nombre del Santo.

### Otoño
- 6 de septiembre Aniversario de la Coronación de la Virgen de los Dolores. Con una Solemne Función y ofrenda floral se conmemora el Aniversario de la Coronación Canónica de la imagen de la Virgen de los Dolores, que es sin duda alguna el acontecimiento más importante vivido en la historia del pueblo.

- Una Pará en Gines. Feria turística que durante cuatro días incluye un gran número de actividades ecuestres para todos los públicos basadas en torno a la gran tradición rociera de la localidad. Con una asistencia de más de 50.000 personas, se ha convertido en uno de los grandes atractivos turísticos de Gines y desde 2018 está declarada Fiesta de Interés Turístico de Andalucía.

- Fiestas del Rosario de Gines. El Pregón Glorioso del Santo Rosario abre las fiestas, que prosiguen con el Traslado de la milagrosa imagen de Santa Rosalía y la Novena a la Amantísima Virgen del Rosario, que concluye con una Solemne Función Principal de Instituto, Protestación de Fe y devoto Besamanos. El colofón es la procesión de Nuestra Señora del Rosario y Santa Rosalía.

## Medios de comunicación públicos

### Televisión
GinesTV es la estación de televisión pública local. Se dedica a proporcionar cobertura de noticias y eventos locales, ofreciendo a los ciudadanos un acceso directo a la actualidad de su pueblo a través de imágenes y vídeos mayormente en su canal de Youtube.
Los contenidos de GinesTV se dividen en diferentes categorías según su temática, lo que facilita a los espectadores la búsqueda de vídeos de su interés. Un aspecto destacado  es su sección “Gines TV Historia”. En esta sección, se pueden encontrar vídeos producidos por el canal hace algunos años, sirviendo como un archivo audiovisual y un registro histórico de la localidad.

### Prensa
El Periódico de Gines es una publicación mensual y gratuita que se distribuye en Gines Editado por el Ayuntamiento, este periódico se presenta como una herramienta de comunicación esencial para los ciudadanos de la localidad.

## Deportes
Gines cuenta con numerosas escuelas deportivas:
- Fútbol sala
- Fútbol 7
- Voleibol
- Gimnasia Rítmica
- Tenis
- Atletismo
- Ciclismo en pista cubierta
- Fitness
- Judo
- Mantenimiento
- Pádel
- Pilates
- Natación

También cuenta con clubs de deportes que no están relacionados con el ayuntamiento:
- CD Baloncesto Gines
- Club Estrella del Mar (natación sincronizada)[34]

## Personas destacadas
- Cabalgata de Reyes Magos Gines

1983: Gumersindo Melo Camino, José Luis Melo Hurtado, Antonio Palomar Moreno y Rocío Mora Herrera
1984: Gonzalo Pavón Mora, Matías Payán Melo, Nicolás Garrido Pérez y Carmen Guerra Giráldez
1985: Alfonso Melo Aparicio, Federico Mateos Vega, Juan Antonio Hurtado Díaz y Rocío Melo Camino
1986: Antonio De los Santos Camino, José Martín Fernández, Eladio Camino Rodríguez y María Jesús Calatayud Vega
1987: José Antonio Cabrera Pérez, Manuel Rodríguez Hurtado, Diego Tovar Rosales y Loli Melo Sánchez
1988: Manuel Mateos Vega, José Manuel Rodríguez Olivares, Dionisio Camino Payán y Loli Sivianes Silva
1989: Agustín Camino Durán, Antonio Mora Montiel, Jorge Mataredona García y Loli Mateos Camino
1990: Antonio Espinosa Fernández, Juan Sánchez Moreno, Ángel Campano Florido y María José Coto Herrera
1991: Fernando Pacheco Vega, Juan María Cotán González, Miguel Palomar Sánchez y María José Payán Melo
1992: Diego José Guerra Montiel, Ramón Garrido Acevedo, José Rodríguez Hurtado y Elvira Oliver Jiménez
1993: José Manuel Gil Buiza, Antonio Posadas Rodríguez, Matías Camino Payán y Belén Camino Chaparro
1994: Diego Campos Palomar, José Manuel Fernández Pérez, José Antonio Hurtado Palomar y Rocío Montes Hurtado
1995: Juan Antonio Melo Camino, José Herrera Rubio, Juan Antonio Camino Payán y María del Carmen Mora Herrera
1996: Teodoro Mora Vega, Lucas Pérez Pavón, Diego López Castro y Tránsito Rodríguez Olivares
1997: Hilario Garrido Acevedo, Pedro López Domínguez, Evaristo Melo Tejón y Mercedes Palomar Palomar
1998: Antonio Posadas Camino, Manuel González González, José Manuel Chaparro Vega y Rocío Camino Peña
1999: Andrés Mora Montiel, Juan Emilio Fernández Montiel, José Mateo Vega y Ernestina Montiel Enríquez
2000: Manuel Pérez Olivares, Manuel Pérez Méndez, Manuel Rodríguez Cabrera y María Ayudo Sendra
2001: Manuel Camino Melo, Manuel Hurtado Chaparro, Pedro Jiménez Hurtado y María del Carmen Peña Mora
2002: Joaquín Pérez López, Eduardo Galindo Camino, José Antonio Hurtado Montiel y María Jesús Melo Mora
2003: Manuel Payán Melo, Gregorio Rodríguez Mora, Fulgencio Herrera Sánchez y Manuela Coto Herrera
2004: Fernando Camino Palomar, Alonso Pavón González, Juan De la Rosa Fernández y Almudena Rodríguez Rodríguez
2005: Francisco Silva González, Celedonio Palomar Camino, Juan Luque Navarro y Ángela García Acosta
2006: Ramón Mateo Rubio, Manuel Camino Míguez, Juan Míguez Delgado y Rosa María Sánchez Payán
2007: Antonio Silva Rodríguez, José Peña Camino, Esteban Cano Míguez y Susana Coto Pérez
2008: Celedonio Palomar Moreno, Cristóbal Baena García, Pablo Marín Morán y Juliana Melo González
2009: Juan Antonio Guerra Montiel, Francisco Melo Camino, Manuel Jaramillo González y Elena Camino Montiel
2010: Manuel Chaparro Vega, Manuel Ostos Mata, Antonio Macías Camino y Ana Belén Pérez Franco
2011: Rafael Chacón Verdugo, Rafael Garrido Ostios, Cresencio Garrido Pérez y Virginia Bernal Camino
2012: Rogelio Pérez Ostos, Antonio López Domínguez, Javier Guzmán Martínez y Concepción Vega Romero
2013: Damián Espinosa López, José María Villadiego Perona, Miguel Montiel Chaparro y María del Carmen Suárez Muñoz
2014: José Antonio Esquina Barroso, Isidoro Camino Montiel, José Olivares Pérez y Mercedes López Hurtado
2015: Agustín Guerra Montiel, Jesús Gallardo Gutiérrez, José Camino Rodríguez y María González Macías
2016: Francisco Fernández Sánchez, Manuel Raimundo Rodríguez, Ángel Suárez Acevedo y Almudena Cano Gómez
2017: José Cortés Ostos, Francisco Camino Romero, Jesús Pacheco Capa y Elena Miras Ibáñez
2018: Ángel Belmar Pech, Antonio Acuña Mora, José María Camino Camino, Marta del Rocío Mateo Rodríguez y Carmen Mora Morilla
2019: José María Villadiego Sánchez, José Coto Gómez, Romualdo Garrido Sánchez y Rocío Muñoz García
2020: Fernando Camino Camino, Alfonso Melo Márquez, José Antonio Pérez Bellido y María Montiel Pérez
2023: Antoinio María Palomar Cano, Paulino Palomar Díez, Manuel Adolfo Ortiz González y Belén Montes Cano
2024: Agustín Galindo Camino, José Manuel Posada Melo, Paco Mateos Montiel y Rocío Mateos Payán
2025: Manuel Velasco Sánchez, Luciano Míguez Melo, José Antonio Nogales López y María Rodríguez Gálvez